# Manuel María Lombardini
Manuel Apolinario José María Ignacio Antonio Lombardini de la Torre (Ciudad de México, 23 de julio de 1802-Ciudad de México, 22 de diciembre de 1853), conocido como Manuel María Lombardini, fue un militar y político mexicano conservador que se desempeñó como presidente provisional de México entre el 8 de febrero y el 20 de abril de 1853.
Hijo de una familia de buena posición económica y abolengo de ascendencia italiana, entró al ejército a los doce años de edad. Combatió a los franceses en la Guerra de los Pasteles en 1838, a los estadounidenses durante la Independencia de Texas en 1836 y en la Intervención estadounidense en México en 1847.
Tras la renuncia de Juan Bautista Ceballos a la presidencia, se procedió a elegir a su sucesor y Lombardini fue nombrado por mayoría de votos. Estuvo al frente del poder ejecutivo del 8 de febrero al 20 de abril de 1853, fecha en la que entregó el cargo al general Antonio López de Santa Anna, a quien era fiel. A fines del mismo año, siendo jefe del Estado Mayor del Ejército y comandante general del Distrito, murió a los 51 años de edad.

## Familia, primeros años y estudios
«En veinticinco de Julio del año del Señor de mil ochocientos y dos, con licencia del Sr. Dr. y Mtro. D. Josef María Alcalá Cura de esta Santa Iglesia, yo el Br. D. Manuel Josef Morales Cura y Juez ecco. Del Pueblo de Mazatepec bauticé a un infante que nació el día veinte y tres del presente púsele por nombres Manuel Apolinario Josef María Ignacio Antonio hijo legítimo de legítimo matrimonio de D. Juan Domingo Lombardini de la ciudad de Veracruz y Da. Mariana de la Torre natural de ésta. Nieto por línea paterna de D. Josef Antonio Lombardini y Da. Gerónima Rita de Llanos, y por la materna de D. Bernardo Josef de la Torre, y de Da. María Luisa Sánchez Leñero: fue su padrino D. Vicente Francisco Leal instruido en su obligación y parentesco espiritual.

Dr. y Mtro. José María Alcalá. y Br. Manuel Morales [Rúbricas].»
Acta de bautizo de Manuel Lombardini, 25 de julio de 1802.

Lombardini nació en la Ciudad de México el 23 de julio de 1802; hijo del segundo matrimonio de Juan Domingo Lombardini Llano con Mariana Josefa de la Torre Sánchez-Leñero, quienes se casaron el 19 de marzo de 1793. Lombardini era el cuarto de los varones, el sexto de siete hijos.
- Joaquín María Ignacio Antonio Lombardini (17 de abril de 1794)
- María Guadalupe Justa Ana Antonia Lombardini (19 de julio de 1795)
- Juana de Dios María Antonia Ignacia Irinea Lombardini (3 de julio de 1797)
- José Mariano Santos Ignacio Antonio Lombardini (1 de noviembre de 1798)
- Atenógenes Lombardini (1800)
- María de Jesús Lombardini (1804)

Fue bautizado dos días después de su nacimiento con los nombres de Manuel Apolinario José María Ignacio Antonio. Su padre, veracruzano de ascendencia italiana, era contador en el Ayuntamiento de la Nueva España y administrador de los tributos en la capital. Su madre era originaria de la Ciudad de México, estaba dedicada a las labores domésticas y al cuidado de su numerosa familia. El padre de Lombardini había estado casado en primeras instancias con Antonia Josefa de León Hernández, con quien concibió cinco hijos. 
- José María Adrián Rafael Lombardini (8 de septiembre de 1781)
- Juan Domingo Rafael Florentino Joaquín Lombardini (16 de octubre de 1782)
- Gerónima Josefa María de Jesús Higinia Lombardini (11 de enero de 1784)
- Joaquín Miguel María Lombardini (1785)
- Julián Vicente Domingo Rafael Lombardini (1787)

Manuel Lombardini recibió su educación básica, como cualquier hijo de una familia de buena posición económica, en su domicilio con clases particulares, donde aprendió las primeras letras.

## Carrera militar y política
Como muchos jóvenes de su época, Lombardini inició su carrera en el ejército mexicano; estuvo de meritorio en las oficinas de artillería y el 1 de agosto de 1814 se enlistó en la Compañía de Patriotas de Tacubaya; por sus inclinaciones a favor de la independencia emigró a la capital en agosto de 1821 para unirse a los independientes que militaban bajo las órdenes de Agustín de Iturbide, presentándose en el escuadrón número 6 de caballería de Toluca. Allí obtuvo sus cordones de cadete y bajo el mando del general Vicente Filisola, fue parte del sitio en México.
Un año después se retiró del servicio; y el 3 de octubre de 1821 contrajo matrimonio en la Ciudad de México con una dama de rica y respetable familia capitalina Guadalupe Lemos, con quien tuvo dos hijos. Los acontecimientos políticos que antecedieron a la conspiración del padre Joaquín Arenas lo hicieron retomar su carrera; cuando los partidos que se disputaban el gobierno prometían ser poderosos, Lombardini se unió a los yorkinos como subteniente miliciano, cargo que le fue dado en diciembre de 1826. Concurrió al asalto de Tulancingo el 7 de enero de 1828, donde fueron destruidos los escoceses. Lombardini siguió afiliado al partido yorkino exaltado que quería el despojo de empleos y la expulsión general de los españoles.
Durante el motín de la Acordada; sostuvo el gobierno durante los días en que le fue arrebatado el poder al presidente constitucional, Manuel Gómez Pedraza. Se afilió al Plan de Jalapa y militó en las fuerzas destinadas a combatir a Vicente Guerrero en Chietla y Oaxaca; pese a sus esfuerzos, no fue ascendido a coronel sino hasta 1830. Su fidelidad hacia Antonio López de Santa Anna era por todos conocida; se pronunció a su favor en Lerma por el plan de Veracruz en abril de 1832. Se unió a las tropas del general Ignacio Inclán con veinticinco soldados armados que sacó de la Ciudad de México, sin éxito, fue ascendido a capitán de veteranos a fines de ese año; después de unirse al pronunciamiento de Gabriel Valencia en septiembre, a quien ayudó entrando a Zumpango, concurrió a la toma de Lerma y de Toluca, al sitio de México y a acción de Casas-Blancas; Lombardini estuvo en el combate del rancho de Posadas y al triunfar revivió por parte de Santa Anna el grado de teniente coronel. Con el apoyo de Valencia, con quien su familia tenía una buena amistad, marchó sobre el pueblo de Zacapoaxtla y ayudó eficientemente con sus consejos a establecer el orden. En junio de 1834 se distinguió en el sitio de Puebla mandando a una sección que el general Vicente Arreola puso bajo su mando. Por ese tiempo le fue dado a Lombardini el empleo efectivo a que estaba graduado y el grado de coronel, quedando el batallón del 11.º Regimiento de Infantería a sus órdenes.
Combatió a los estadounidenses en la segunda campaña de Texas bajo las órdenes del general Nicolás Bravo en octubre de 1836; dos años después, peleó contra los franceses en la guerra de los Pasteles, marchó a Veracruz y después a Tuxpan con la fuerza que mandaba el general Cos; fue hecho prisionero cuando este jefe perdió contra los jefes federalistas Urrea y Mejía. Regresó a la Ciudad de México y se unió a Valencia; Lombardini se presentó la mañana del 15 de julio de 1840 en la Ciudadela, reunió el regimiento de Comercio y el batallón de Inválidos y dirigió la columna de ataque que operó sobre los sublevados de Palacio; poco antes fue ascendido a coronel y luego ascendió a general graduado.
Por la sedición que estalló en la capital el 31 de agosto de 1841 al mando de Valencia, se pronunció por el Plan de Regeneración;  triunfante la rebelión ascendió a general de brigada, cuyo grado tenía al subir a la Presidencia. Peleó contra los estadounidenses en la intervención de 1846-1847; fue herido en la cara durante la batalla de la Angostura del 22 de febrero de 1847 y por su entrega le fue concedida honorífica mención; cuando el ejército mexicano desocupó la capital en septiembre de 1847 salieron las fuerzas bajo su mando. Ese mismo año fue nombrado comandante de Querétaro y en 1849 jefe de la Plana Mayor del Ejército, cargo en el que defendió a los militares desechados en la administración de Mariano Arista.
En 1853 era comandante de la guarnición de México; ese año se declaró partidario de la rebelión y del Plan de Jalisco y se sublevó para adherirse. Por ello, el 2 de enero fue obligado violentamente a abandonar la Ciudad de México por los soldados del gobierno de Mariano Arista; instalándose en Tlalpan hasta el ascenso a la presidencia de Juan Bautista Ceballos.

## Presidencia (1853)
Dada la transitoriedad de su gobierno; Lombardini se abstuvo de organizar un gabinete y dirigió sus esfuerzos a destruir las causas de la guerra civil; en uno de sus discursos ofreció no atacar las garantías y lo cumplió. Aumentó con dos individuos por cada Estado la comisión que entendía el arancel y nombró a José María Tornel y a Joaquín Castillo para que celebraran un tratado con el ministro estadounidense Alfred Conkling sobre afianzar la neutralidad del paso por el istmo de Tehuantepec. La vía de comunicación se haría por la parte navegable del río Coatzacoalcos, se haría un camino de madera que debería terminarse en cuatro años, para posteriormente construir una vía de ferrocarril. Los muelles y los diques de los puertos serían construidos por la compañía mixta de Sloo, el gobierno percibiría durante cincuenta años el 20%  de los rendimientos líquidos del camino, al terminar este período, la infraestructura pasaría a ser parte del gobierno mexicano. Adicionalmente se construirían faros en Acapulco y en el arrecife Alacranes. No se permitiría la organización de fuerzas militares ni el paso de tropas extranjeras. Todos los pueblos del mundo tendrían tránsito libre, pagando un aumento los que no celebrasen tratados con México. Por otra parte, mandó a dar la mitad de los viáticos a los diputados y senadores, despedidos durante el gobierno de Ceballos, que quisieran volver a sus hogares. El nuevo presidente Lombardini recordó varias disposiciones referentes al estanco del tabaco.
En lo militar, Lombardini convirtió en cuerpo permanente el batallón cívico Bravos, dispuso el restablecimiento de los batallones activos de Querétaro, Aguascalientes, Guanajuato, Guadalajara, San Luis Potosí y Morelia e invitó a muchos militares que habían sido olvidados, a participar en su administración. Dio ascensos a los militantes, confirió insignias militares; mandó a sacar de los empeños las cruces de honor y una Junta se encargó de llamar al servicio a los jefes y oficiales que habían sido destituidos por cuestiones políticas. Se reunieron en las cercanías de la capital doce mil soldados a cuyo mando estaba el general Martín Carrera; el general Pedro Ampudia fue nombrado jefe de la Plana Mayor y el general Corona comandante general de México.  Muchos estados se oponían a la administración de Lombardini; no atendió las complicaciones que sobrevinieron de la simultánea existencia del Plan de Jalisco, el pronunciamiento de la capital el 20 de enero, los cambios introducidos por los convenios de Arroyozarco y México; el pronunciamiento de Veracruz. Con excepción de Sonora, Guerrero, Guanajuato y Baja California; todo el país estaba invadido por los revolucionarios. Yucatán y el estado de México sostenían el Plan de Jalisco; Zacatecas, Nuevo León y Coahuila se adhirieron al pronunciamiento de México. En algunas poblaciones fueron aceptados de lleno los convenios, en otras bajo ciertas restricciones o reformas, y en muchos lugares se encontraron grandes resistencias; encargándose Lombardini de sofocarlas.
Lucas Alamán escribió una carta a Antonio López de Santa Anna, en la que establecía los principios que a su juicio debían fundamentar el proyecto político de los conservadores. Lombardini aprobó los razonamientos de Alamán y preparó una farsa electoral para legitimar el retorno del caudillo. Emitidos los votos de los estados para presidente, aparecieron simultáneamente propuestas para que se conservara el sistema federal y se cumpliera el Plan de Jalisco. Por Santa Anna votaron la mayoría, esperando que él pudiera poner orden en el país. Conforme al Plan de Jalisco y los convenios, Lombardini hizo llamar a Santa Anna y envió una comisión para notificarle los acontecimientos. El gobierno de Lombardini subsistió debido a que todos confiaban en él para hacer regresar a Santa Anna.
Durante su administración, Lombardini trabajó solamente en prepararle el terreno a Santa Anna para cuando llegara a gobernar nuevamente; quién ejerció mucha influencia en las decisiones que tomó el presidente provisional durante su administración. Lombardini dispuso la organización de nuevos batallones; arregló con Jean Baptiste Jecker el arrendamiento de las casas de Moneda por diez años, envió tropas sobre Zacatecas que no reconocían su gobierno. Cuando Santa Anna llegó a México y desembarcó en Veracruz; Lombardini envió tropas para recibirle. El caudillo comenzó a avanzar a la capital y Lombardini se limitó a dictar únicamente disposiciones administrativas hasta el arribo de Santa Anna.
Expidió una ley para juzgar militarmente a ladrones y bandidos; ordenó que en las escuelas capitalinas fuera enseñada la doctrina cristiana por el catecismo del Padre Ripalda y que en ella rezaran los niños todos los días por lo menos media hora durante la mañana y tarde; reglamentó la instrucción primaria y también dio algunas disposiciones acerca de los hijos naturales. Lombardini emitió un último decreto mediante el cual designó a Santa Anna capitán general de mar y tierra, con mando absoluto.  Durante su administración fueron expedidos más de novecientos despachos militares. Asimismo hubo algunas mejoras en cuanto a las vías de transporte terrestre y marítimo; mandó arreglar los caminos a Veracruz y a Acapulco y reguló la navegación en el lago de Chalco; se creó, adjunta a la Academia de San Carlos, la Escuela de Ingenieros. Lombardini gobernó un México donde la situación era demasiado difícil. El general Juan Álvarez, en el sur, no reconocía su gobierno; Melchor Ocampo, gobernador de Michoacán, dimitió el cargo; en Oaxaca y Puebla fueron disueltas las legislaturas y se cambió a los gobernadores.

## Últimos meses y muerte
Lombardini era un bienintencionado hombre, más no poseía la capacidad como estadista. Cuando Santa Anna, a quien fue fiel y leal hasta el último momento, llegó a México, Lombardini gustosamente el entregó el poder ejecutivo el 20 de abril de 1853.  Al llegar Santa Anna a la capital el 20 de abril; Lombardini decretó la ceremonia para darle posesión a la presidencia de la República y mandó a sus oficiales mayores para recibirle hasta la villa de Guadalupe; quienes lo condujeron hasta Palacio Nacional donde Lombardini le entregó el poder. En compensación por sus servicios, Santa Anna como primer acto de su administración lo nombró jefe de la guarnición de la capital. Con este puesto Lombardini se adhirió al acta levantada en Guadalajara, que proclamó revestir a Santa Anna con facultades amplísimas para atender todos los rubros de su gobierno y para que éste eligiera a la persona que había de relevarlo en caso de fallecimiento y otra causa que lo inhabilitara.
El presidente Santa Anna lo nombró después jefe del Estado Mayor del Ejército y comandante general del Distrito. A los 51 años de edad, a causa de una pulmonía, Lombardini murió en su residencia de la Ciudad de México a las siete de la mañana del 22 de diciembre de 1853. Como siempre se distinguió por su lealtad, fidelidad y amistad hacia Santa Anna, éste hizo que fuera enterrado con honores en la Iglesia de San Francisco, años después fue sepultado en el Panteón de San Fernando.